# Final Fantasy Awakening
Final Fantasy Awakening (ファイナルファンタジー覺醒, Final Fantasy Kakusei) est un jeu vidéo de type MMORPG développé et édité par Perfect World, sorti en 2016 sur Windows, iOS et Android.

## Accueil
Le jeu a cumulé plus de 2 millions de téléchargements en Chine.